# Bocus
Genre
Bocus est un genre d'araignées aranéomorphes de la famille des Salticidae.

## Distribution
Les espèces de ce genre se rencontrent en Asie du Sud-Est.

## Liste des espèces
Selon World Spider Catalog (version 18.0, 14/03/2017) :
- Bocus angusticollis Deeleman-Reinhold & Floren, 2003
- Bocus excelsus Peckham & Peckham, 1892
- Bocus philippinensis Wanless, 1978

## Publication originale
- Peckham & Peckham, 1892 : Ant-like spiders of the family Attidae. Occasional Papers of the Natural History Society of Wisconsin, vol. 2, no 1, p. 1-84 (texte intégral).